# Théâtre des Deux Rives
Le théâtre des Deux Rives est une salle de théâtre pouvant accueillir 208 spectateurs. Il est situé 48 rue Louis-Ricard, à Rouen (quartier Beauvoisine), en Normandie.

## Historique
À l'origine, le théâtre des Deux Rives est une troupe de théâtre fondée en 1971 par le metteur en scène Alain Bézu. Il occupe d'abord, de 1974 à 1981, la Grange du Grand Aulnay, au Grand-Quevilly. Une décision impliquant le conseil général de la Seine-Maritime, la région Haute-Normandie et la ville de Rouen lui permet de continuer son travail dans l'ancien amphithéâtre de physique de la faculté des sciences de Rouen. Des travaux imaginés par le scénographe français Claude-Henri Perset sont entrepris afin de transformer ce lieu en théâtre. Compte-tenu de cette décision, le ministère de la Culture attribue au théâtre des Deux Rives « le statut de Centre de création dramatique régional, un des premiers nés de la nouvelle décentralisation mise en place par Robert Abirached ». Dans l'attente de son ouverture, l'administration de la compagnie est hébergée cour du muséum de Rouen, tandis que la ville d'Elbeuf accueille son centre de formation et ses répétitions à l'école Franklin. Le lieu du théâtre des Deux Rives est inauguré le 7 mai 1985, en présence du maire de Rouen Jean Lecanuet, par le ministre de la culture Jack Lang. L'ouverture de ce lieu amène la disparition progressive de la troupe qui lui a donné son nom et qu'il conserve jusqu'à aujourd'hui. 
Au 1er janvier 2014, le Centre dramatique régional-théâtre des Deux Rives de Rouen et la Scène nationale du Petit-Quevilly - Mont-Saint-Aignan fusionnent au sein de l'EPCC Centre dramatique national de Normandie-Rouen.

## Direction
- De 1985 à 2007 : Alain Bézu, metteur en scène[6],[7],[8]
- De 2007 à 2013 : Élizabeth Macocco, actrice et metteure en scène[9]
- De 2013 à 2021 : David Bobée, metteur en scène[5]
- Depuis 2021 : Camille Trouvé & Brice Berthoud, Les Anges au Plafond

## Anecdotes
- Dans les années 1890, Léon Gaumont présente au théâtre des Deux Rives le chronophotographe de Georges Demenÿ[10] lors de séances de projection du Photo-club rouennais[11].
- Des scènes du film Le Goût des autres d'Agnès Jaoui ont été tournées au théâtre des Deux Rives en 1999.
- Le théâtre des Deux Rives est le siège du Centre dramatique national de Normandie-Rouen[12].
- En 1992, Antoine Rufenacht, président du conseil régional de Haute-Normandie, Jean Lecanuet, maire de Rouen, puis Laurent Fabius sollicitent déjà un passage au statut de Centre dramatique national auprès du ministre de la Culture Jack Lang. Ce changement n'est pas accordé, le lieu étant considéré comme trop petit. La préfiguration vers le statut de CDN ne débute qu'en 2007. Il n'est prononcé qu'en 2013, à la suite d'une fusion avec la Scène nationale du Petit-Quevilly - Mont-Saint-Aignan[13].

## Accès
- Ce site est desservi par la station de métro Beauvoisine.